# Darzī Gavābar
Darzī Gavābar (persiska: Darzī Govābar, درزی گوابر) är en ort i Iran.   Den ligger i provinsen Gilan, i den norra delen av landet, 180 km nordväst om huvudstaden Teheran. Darzī Gavābar ligger 57 meter över havet och antalet invånare är 181.
Terrängen runt Darzī Gavābar är varierad. Runt Darzī Gavābar är det ganska tätbefolkat, med 134 invånare per kvadratkilometer. Närmaste större samhälle är Langarud, 16,9 km norr om Darzī Gavābar. Trakten runt Darzī Gavābar består till största delen av jordbruksmark.